# 吉池正博
吉池 正博（よしいけ まさひろ、1940年3月23日 - 2018年7月17日 ）は、日本の経営者。太陽生命保険の社長・会長を務めた。

## 来歴・人物
埼玉県浦和市（現在のさいたま市）出身。1963年に慶應義塾大学法学部法律学科を卒業し、同年に太陽生命保険に入社した。1990年7月に取締役に就任し、1991年4月に常務を経て、1995年7月に社長に就任。2004年4月に会長に就任。
2018年7月17日、肺炎のために死去。78歳没。